# غونزالو دياز (لاعب كرة قدم أرجنتيني)
غونزالو دياز (بالإسبانية: Gonzalo Díaz)‏ هو لاعب كرة قدم أرجنتيني في مركز الوسط، ولد في 15 يونيو 1996 في بوينس آيرس في الأرجنتين. لعب مع لوس أنديس.

## وصلات خارجية
- غونزالو دياز (لاعب كرة قدم أرجنتيني) على موقع قاعدة بيانات كرة القدم.إي يو (الإنجليزية)
- غونزالو دياز (لاعب كرة قدم أرجنتيني) على موقع Soccerway.com (الإنجليزية)